# Arytinnis equitans
Arytinnis equitans är en insektsart som först beskrevs av Loginova 1976.  Arytinnis equitans ingår i släktet Arytinnis och familjen rundbladloppor. Inga underarter finns listade i Catalogue of Life.